# Ministero delle relazioni estere (Repubblica Dominicana)
Il ministero delle relazioni estere (in spagnolo: Ministerio de Relaciones Exteriores – MIREX) noto anche con il nome di Cancillería (Cancelleria), è un dicastero del governo dominicano responsabile delle relazioni internazionali del Paese e del coordinamento della politica estera dominicana delineata dal Presidente della Repubblica, come previsto dall'articolo 128 della Costituzione dominicana.
È stato creato nel 1874 con il nome di Secretaría de Estado de Relaciones Exteriores (Segreteria di Stato per le relazioni estere). I suoi uffici si trovano a Santo Domingo, in Avenida Independencia n. 752. Dal 16 agosto 2020 ministro in carica è Roberto Álvarez Gil.

## Struttura
Come per gli altri Ministeri della Repubblica Dominicana, anche quello delle relazioni estere è suddiviso in vice-ministeri. Questi sono:
- Vice-ministero della politica estera bilaterale
- Vice-ministero della politica estera multilaterale
- Vice-ministero dell'economia e della cooperazione internazionale
- Vice-ministero degli affari consolari e dell'immigrazione
- Vice-ministero per le comunità domenicane all'estero

Al Ministero appartengono ulteriormente i seguenti uffici di rango inferiore:
- Direzione del cerimoniale e protocollo di Stato
- Direzione della diplomazia specializzata
- Direzione delle frontiere e dei confini
- Dipartimento dei passaporti speciali

## Agenzie dipendenti
Alcuni uffici speciali legati a questo Ministero sono:
- Direzione generale dei passaporti
- Consiglio nazionale delle frontiere
- Istituto dei dominicani all'estero (INDICE)
- Istituto di istruzione superiore in formazione diplomatica e consolare Dr. Eduardo Latorre Rodríguez  (INESDYC)

## Elenco dei segretari e ministri
I ministri responsabili delle relazioni diplomatiche nella Repubblica Dominicana sono noti come cancellieri. Alcuni dei ministri che hanno ricoperto questa posizione sono:
- Ulises Espaillat
- Manuel N. Rodríguez Objio
- José Gabriel García
- Pedro Francisco Bonó
- Carlos Rafael Nouel Pierret
- Alegando Angulo Guridi
- Manuel de Jesús Galván
- Rafael Estrella Ureña (1930–1931)
- Fernando Arturo Logroño (1933–1934)
- Elías Brache (1935)
- Jacinto Peynado (1935)
- Ernesto Bonetti Burgos (1936–1937)
- Arturo Despradel (1938-1944)
- Manuel Arturo Peña Batlle (1944–1945)
- Emilio García Godoy (1947)
- Virgilio Díaz Ordóñez (1947–1953)
- Joaquín Balaguer (1937; 1953–1955)
- Porfirio Herrera Báez (1959)
- Donald Reid Cabral (1986–1987)
- Joaquín Ricardo García (1988–1991)
- Juan Arístides Guzmán (1991–1994)
- Carlos Morales Troncoso (1994–1996; 2004–2014)
- Caonabo Javier Castillo (1996)
- Eduardo Latorre Rodríguez (1996–2000)
- Hugo Tolentino Dipp (2000–2003)
- Francisco Guerrero Prats (2003–2004)
- Andrés Navarro García (2014–2016)
- Miguel Vargas Maldonado (2016–2020)
- Roberto Álvarez Gil (2020–)